# Whiston (Merseyside)
Whiston is een civil parish in het bestuurlijke gebied Knowsley, in het Engelse graafschap Merseyside met 13.020 inwoners (2011).
St Helens en Knowsley Teaching Hospitals NHS Trust werkt Ziekenhuis in Whiston. Het ziekenhuis bevat de Burns en Plastische Chirurgie Unit, die dienstdoet in Noordwest-Engeland, Noord-Wales en het eiland Man.

## Geschiedenis
Historisch gezien in Lancashire, Whiston was geliefd om zijn kolenmijnen. De geschreven geschiedenis begint in de 13e eeuw.
De kerk van St. Nicolaas werd ingewijd op 30 juli 1868. De kerk heeft een oorlogsmonument, dat werd getroffen door de bliksem in 1928. Het monument werd in 1932 vervangen.

## Bestuur
Whiston bestaat uit de Whiston Noord en Whiston Zuid gebieden van de Metropolitan Borough of Knowsley. De gebieden worden gescheiden door de Liverpool and Manchester Railway, die direct door de dorp loopt.

## Industrieën
Lokale industrie omvat Glen Dimplex Home Appliances, het produceren van keukenapparatuur en werk aan ongeveer 1.000 mensen.

## Onderwijs

### Basisscholen
- St Luke's Catholic
- Halsnead Primary
- Whiston Willis
- St Leo's

### Middelbare scholen
- St Edmund Arrowsmith

## Geboren in Whiston
- Melanie Chisholm (12 januari 1974), zangeres
- Steven Gerrard (30 mei 1980), voetballer
- Conor McAleny (12 augustus 1992), voetballer